# Tournoi du 10e anniversaire de la Mandchourie
Un tournoi  de football est organisé pour les 10 ans de la Mandchourie (Mandchoukouo), anniversaire célébrant et commémorant la création de l'empire de la Mandchourie.
Le tournoi a lieu en Mandchourie, oppose 4 équipes : le Japon, la Mandchourie, Mengjiang (Mongolie-intérieur) et la Chine (Gouvernement Réorganisé national de la République de Chine).

## Compétition
| Équipe      | J | V | N | D | BM | BE | DB  | Pts |
| ----------- | - | - | - | - | -- | -- | --- | --- |
| Japon       | 3 | 3 | 0 | 0 | 21 | 2  | +19 | 6   |
| Mandchourie | 3 | 1 | x | 1 | 11 | 4  | +7  | 3   |
| Chine       | 3 | x | x | 1 | 1  | 6  | -5  | x   |
| Mengjiang   | 3 | x | x | 2 | 1  | 22 | -21 | x   |

     Équipe ; Pts = points; J = joués; G = gagnés; N = nuls; P = perdus;

Bp = buts pour; Bc = buts contre; Diff = différence de buts
| Date         | Lieu                | Équipe      | Résultat | Adversaire  |
| ------------ | ------------------- | ----------- | -------- | ----------- |
| 8 août 1942  | Xinjing Mandchourie | Japon       | 6 - 1    | Chine       |
| 9 août 1942  | Xinjing Mandchourie | Japon       | 3 - 1    | Mandchourie |
| 9 août 1942  | Xinjing Mandchourie | Chine       | X - X    | Mengjiang   |
| 10 août 1942 | Xinjing Mandchourie | Japon       | 12 - 0   | Mengjiang   |
| 10 août 1942 | Xinjing Mandchourie | Mandchourie | 3 - 1    | Chine       |
| 11 août 1942 | Xinjing Mandchourie | Mandchourie | 10 - 1   | Mengjiang   |

## Classement des buteurs
1 but
- Kim Yong-sik : 1  Chine

1 but
- Kim Hee-Soo : 1  Chine

## Équipe du Japon vainqueur du tournoi
- Sélection : Kiyo Ike; Shinya Tanaka, Nobuyuki Kato, Tsunesuke Matsuoka, Ichiro Moriyama, Min Byung-Dae, Kim Hee-Soo, Kim Yong-Sik, Takashi Kano, Bae Jong-Ho, Masa Manabe
- Remplaçants : Shizuo Fujii, Motoo Tatsuhara, Masatoshi Onuki, Masahisa Okuse, Nobuo Matsunaga, Tokuya Maitani, Masao Nozawa
- Entraîneur :  Kouichi Kudou